# Ptitsa
Ptitsa (russisk: Птица) er en russisk spillefilm fra 2017 af Ksenija Baskakova.

## Medvirkende
- Ivan Okhlobystin - Oleg Ptitsyn
- Jevdokija Malevskaja - Katja
- Anastasija Melnikova
- Kirill Zakharov
- Kirill Rubtsov - Mikhail